# Във вашия дом 5
Във вашия дом 5 (на английски: In Your House 5) е петото pay-per-view събитие от поредицата Във вашия дом, продуцирано от Световната федерация по кеч (WWF). Събитието се провежда на 17 декември 1995 г. в Хърши, Пенсилвания.

## Обща информация
Шест мача са излъчени като част от предаването на PPV, а три допълнителни мача са проведени само за присъстващите в залата. С пускането на WWE Network през 2014 г., това шоу става достъпно при поискване, но не включва трите тъмни мача, проведени преди и след основното шоу. Основното събитие е реванш от шоуто Лятно тръшване през 1992 г., където Световният шампион в тежка категория на WWF Брет Харт защитава титлата срещу зет си Британския Булдог. В ъндъркарда Гробаря се изправя срещу Крал Мейбъл в мач с ковчег. Друг мач в шоуто приключва само когато Хънтър Хърст Хелмсли или Хенри О. Годуин бъде хвърлен в свинска кочина.

## Резултати
| №                                                                        | Резултати | Правила                                                          | Време      |
| ------------------------------------------------------------------------ | --- | ---------------------------------------------------------------- | ---------- |
| 1Т                                                                       | Савио Вега побеждава Боб Баклънд                                                                                              | Индивидуален мач                                                 | Неизвестно |
| 2                                                                        | Марти Джанети и Рейзър Рамон поб. 1-2-3 Хлапето и Психаря Сид (с Тед Дибиаси)                                                 | Отборен мач                                                      | 12:22      |
| 3                                                                        | Ахмед Джонсън поб. Бъди Ландел (с Дийн Дъглас)                                                                                | Индивидуален мач                                                 | 00:45      |
| 4                                                                        | Хънтър Хърст Хелмсли поб. Хенри О. Годуин                                                                                     | Мач с Арканзаска кочина с Хилбили Джим като специален гост съдия | 08:58      |
| 5                                                                        | Оуен Харт (с Джим Корнет) поб. Дизел чрез дисквалификация                                                                     | Индивидуален мач                                                 | 04:34      |
| 6                                                                        | Гробаря (с Пол Беърър) поб. Крал Мейбъл (със Сър Мо)                                                                          | Мач с ковчег                                                     | 06:11      |
| 7                                                                        | Брет Харт (ш) поб. Британския Булдог (с Джим Корнет и Диана Смит)                                                             | Индивидуален мач за Световната титла в тежка категория на WWF    | 21:09      |
| 8                                                                        | Златен прах поб. Дюк Дрозе | Индивидуален мач                                                 | 6:38       |
| 9                                                                        | Бари Хоровиц, Хакуши и Димящите дула (Барт Гън и Били Гън) поб. The Bodydonnas (Скип и Зип) (със Съни, Айзък Янкем и Йокозуна | Осморен отборен мач                                              | Неизвестно |
| - (ш) – указва шампиона/шампионите в мача - Т – показва, че мача е тъмен | |                                                                  |            |